# ألين إدوارد بارو
ألين إدوارد بارو (بالإنجليزية: Allen Edward Barrow) هو محامي وقاضي أمريكي، ولد في 22 يناير 1914 في أوكيما في الولايات المتحدة، وتوفي في 26 فبراير 1979.